# Richard Zimler

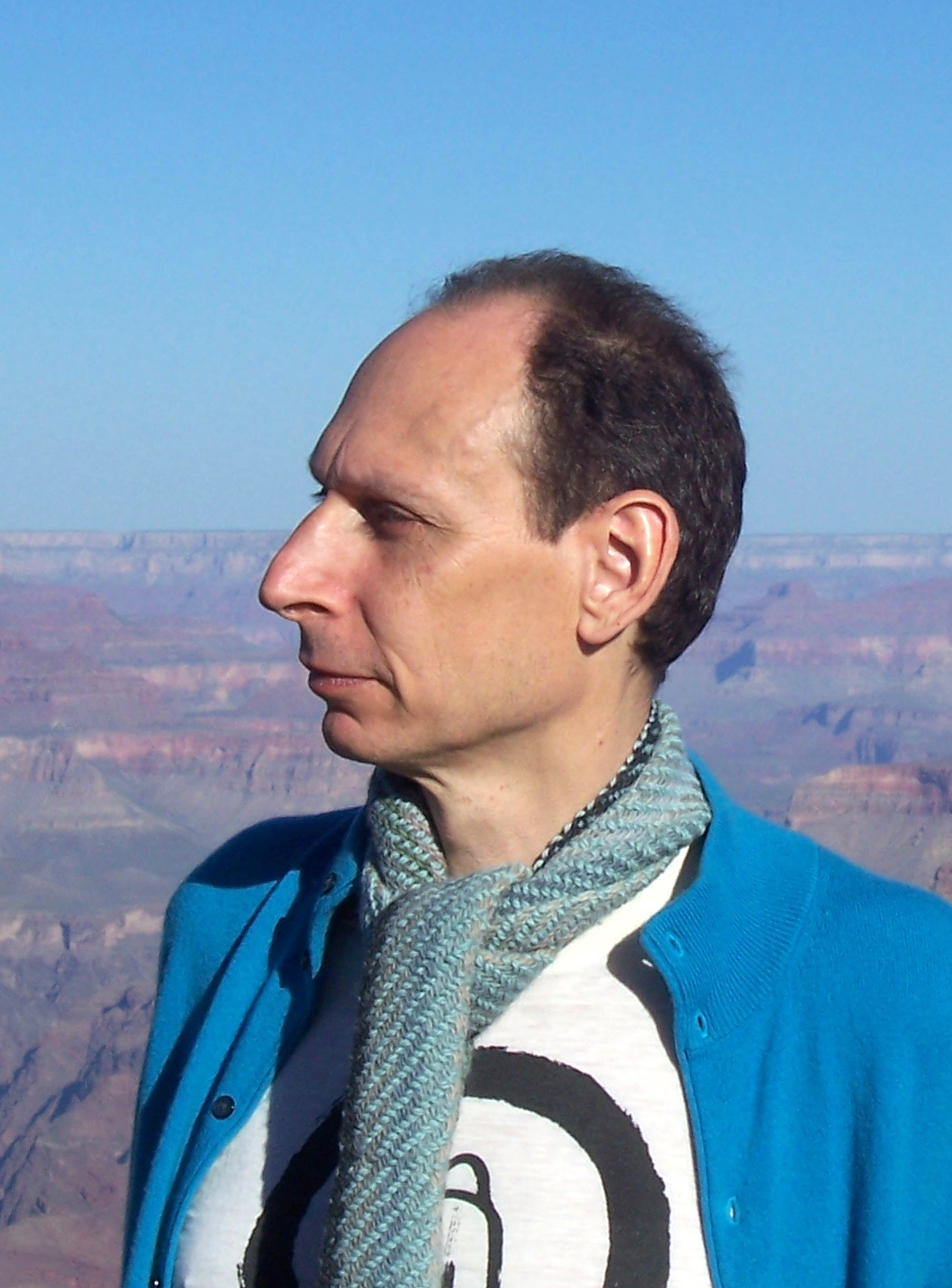
Richard Zimler

Richard Zimler (* 1956 in Roslyn Heights, Nassau County, Bundesstaat New York) ist ein US-amerikanisch-portugiesischer Journalist und Schriftsteller.
Nachdem er Universitätsabschlüsse in vergleichender Religion (Duke University, 1977) und Journalismus (Stanford University, 1982) abgelegt hatte, arbeitete er acht Jahre lang als Journalist, hauptsächlich in der Gegend von San Francisco. 1990 zog er nach Porto (Portugal), wo er seitdem an der Universität Journalismus  unterrichtet.
Er besitzt sowohl die amerikanische als auch die portugiesische Staatsangehörigkeit.
Seine Romane erschienen in den Bestsellerlisten 12 verschiedener Länder, darunter den USA, Großbritannien, Portugal, Italien und Australien.
Zimler gewann zahlreiche Preise für seine Arbeit, darunter 1994 den „National Endowment of the Arts Fellowship in Fiction“ und 1999 den Herodotus Award in der Kategorie Bester historischer US-Erstlingsroman. „The Last Kabbalist of Lisbon“ wurde in Großbritannien von drei anerkannten Kritikern zum Buch des Jahres erklärt und sowohl „The Search for Sana“ als auch „Hunting Midnight“ wurden vom portugiesischen Buchhandel für den „International IMPAC Literary Award“ nominiert.
Zimler schreibt auch Kritiken für die LA Times und den San Francisco Chronicle. Seit 2010 ist er mit dem portugiesischen Physiker Alexandre Quintanilha verheiratet.

## Werke
- Unholy Ghosts (1996)
- The Last Kabbalist of Lisbon (1996, deutsche Ausgabe „Der Kabbalist von Lissabon“, 1997)
- The Angelic Darkness (1998)
- Hunting Midnight (2003)
- The Search for Sana (2005)
- Guardian of the Dawn (2005)
- The Seventh Gate (2007)
- Teresa Island (2010)
- The Warsaw Anagrams (2010)
- The Night Watchman (2014)
- The Gospel According to Lazarus (2019)